# Teaterplanen

Teaterplanen är ett område och en plats norr om Drottningholms slott på Lovön, Stockholms län. Planen omges på tre sidor av dels Drottningholms slottsteater mot norr och dels av fyra flygelbyggnader, två mot öst och två mot väst. På planens mitt står marmorstatyn “Apollo di Belvedere”. Flygelbyggnaderna mot öst uppfördes ursprungligen under 1760-talet och utgörs av “Kyrkpaviljongen” och “Jaktpaviljongen”. Mot väst ligger “Drottningens paviljong” och “Hovmarskalksflygeln” som byggdes under Gustav III:s tid efter ritningar av arkitekt Carl Fredrik Adelcrantz respektive Carl Christoffer Gjörwell den yngre, möjligtvis var även teaterarkitekten Louis Jean Desprez inblandat. Alla fyra paviljongerna har en enhetlig färgsättning och ett enhetligt utseenede med en kraftig accentuerad horisontell fasadlist mellan våningarna, ett säteritak och rusticerande hörnkedjor. Samtliga byggnader är byggnadsminnen och ingår i Drottningholms världsarv.
- Kyrkpaviljongen (tidigare kallad "Södra träpaviljongen") skulle hysa delar av den kungliga uppvaktningen under sommarvistelserna på Drottningholm. Här bodde på 1780-talet hovdamerna och  vid sekelskiftet fanns kungens uppvaktande kavaljerer i byggnaden. Paviljongen är ett trähus som senare putsades och avfärgades för att bättre passa ihop med de omkringliggande stenhusen. Huset är numera privatbostad.
- Jaktpaviljongen (tidigare kallad "Norra träpaviljongen" och "Hertig Fredrik Adolfs paviljong") var fram till 1777 bostad för drottningens överstemarskalk, hovmästarinna och hovfröken. År 1779 genomfördes en ombyggnad för Gustav III:s bror Fredrik Adolf. Under slutet av 1800-talet inreddes en jaktsal i bottenvåningen. Idag finns teaterboden (souvenirshop) i bottenvåningen och privatbostad i de övriga delarna.
- Drottningens paviljong (även kallad "Hertig Karls paviljong") uppfördes 1780 för hertig Karl, senare Karl XIII. Byggnaden kallas Drottningens paviljong efter drottning Sofia av Nassau, Oscar II:s hustru. Deras son Gustaf (den senare kungen Gustaf V) föddes här. Utöver mindre förändringar genomfördes 1910 en mera genomgripande renovering. En del av den ursprungliga utsmyckningen som snickerier, dörröverstycken och sidentapeter är bevarade.
- Hovmarskalksflygeln uppfördes genom Gustav III:s initiativ som därmed fullföljde drottning Lovisa Ulrikas påbörjade utbyggnad med paviljonger längs Teaterplanen. Hovmarskalksflygeln började byggas 1791 och var sommarbostad för Gustav III:s syster Sofia Albertina, som disponerade huset till sin död 1829. Under 1800-talet användes paviljongen för den kungliga uppvaktningen. Idag är det privatbostad. Med Hovmarskalksflygeln, som var den sist byggda paviljongen fullbordades Teaterplanen.

## Paviljongerna

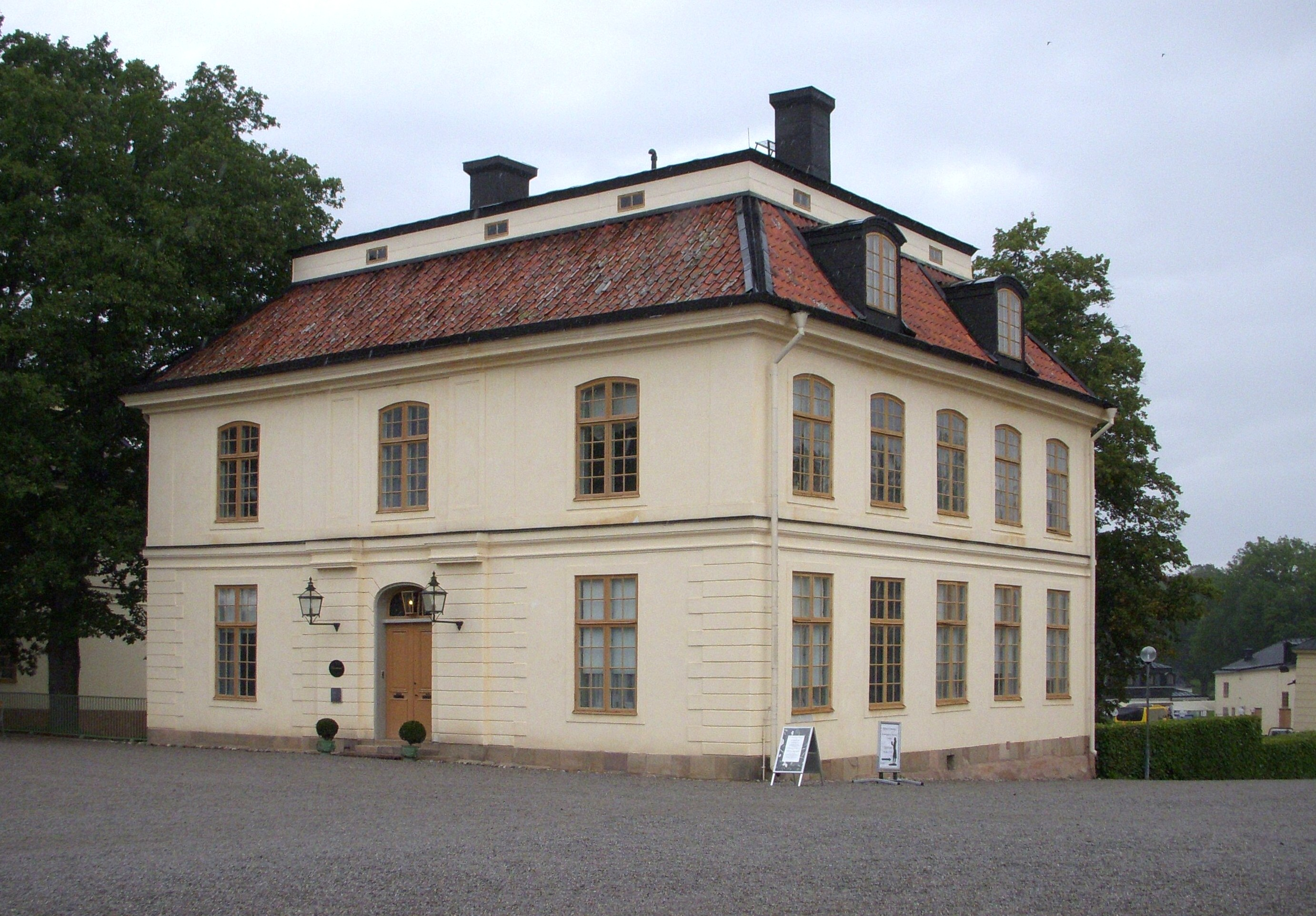
Kyrkpaviljongen
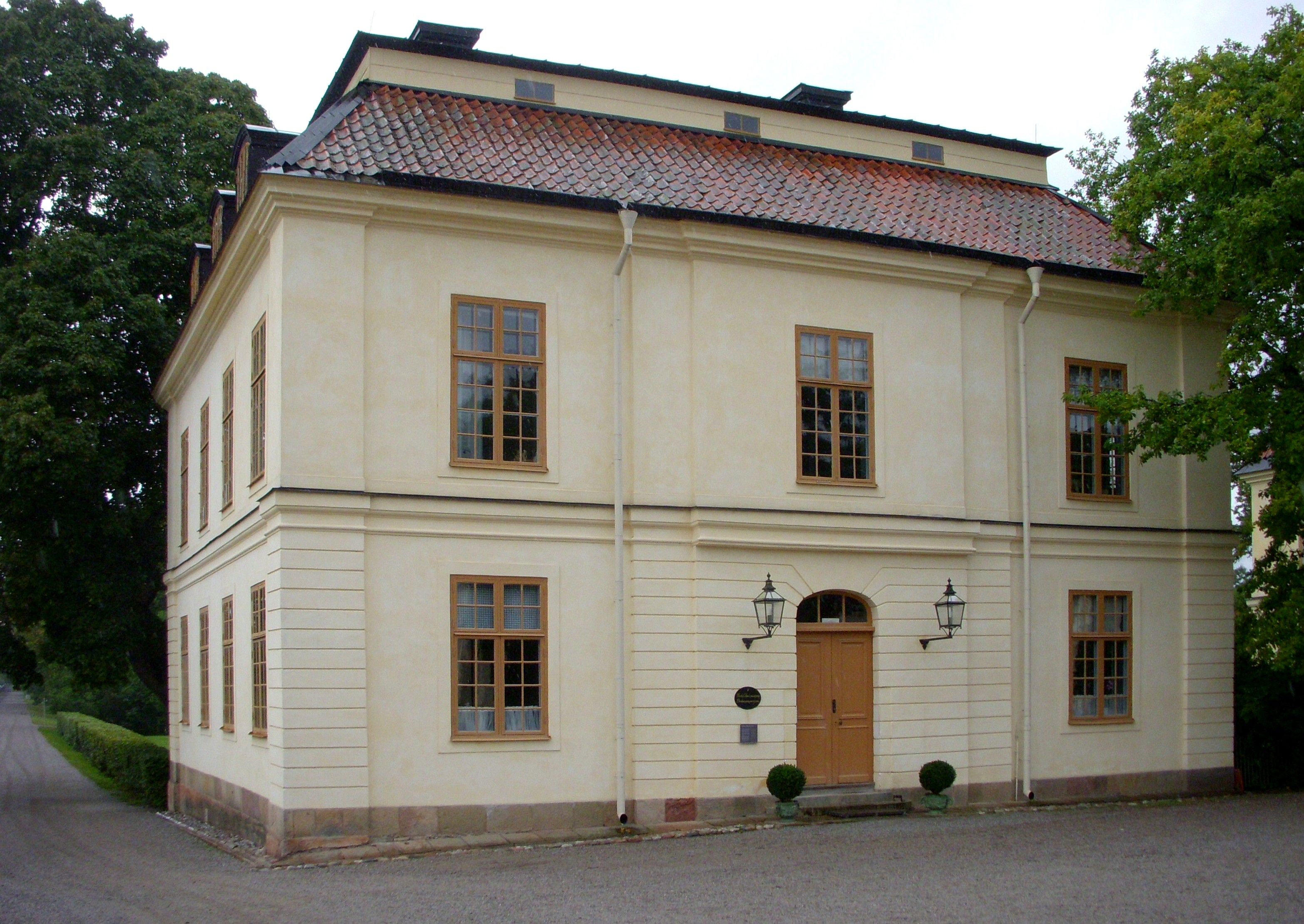
Drottningens paviljong
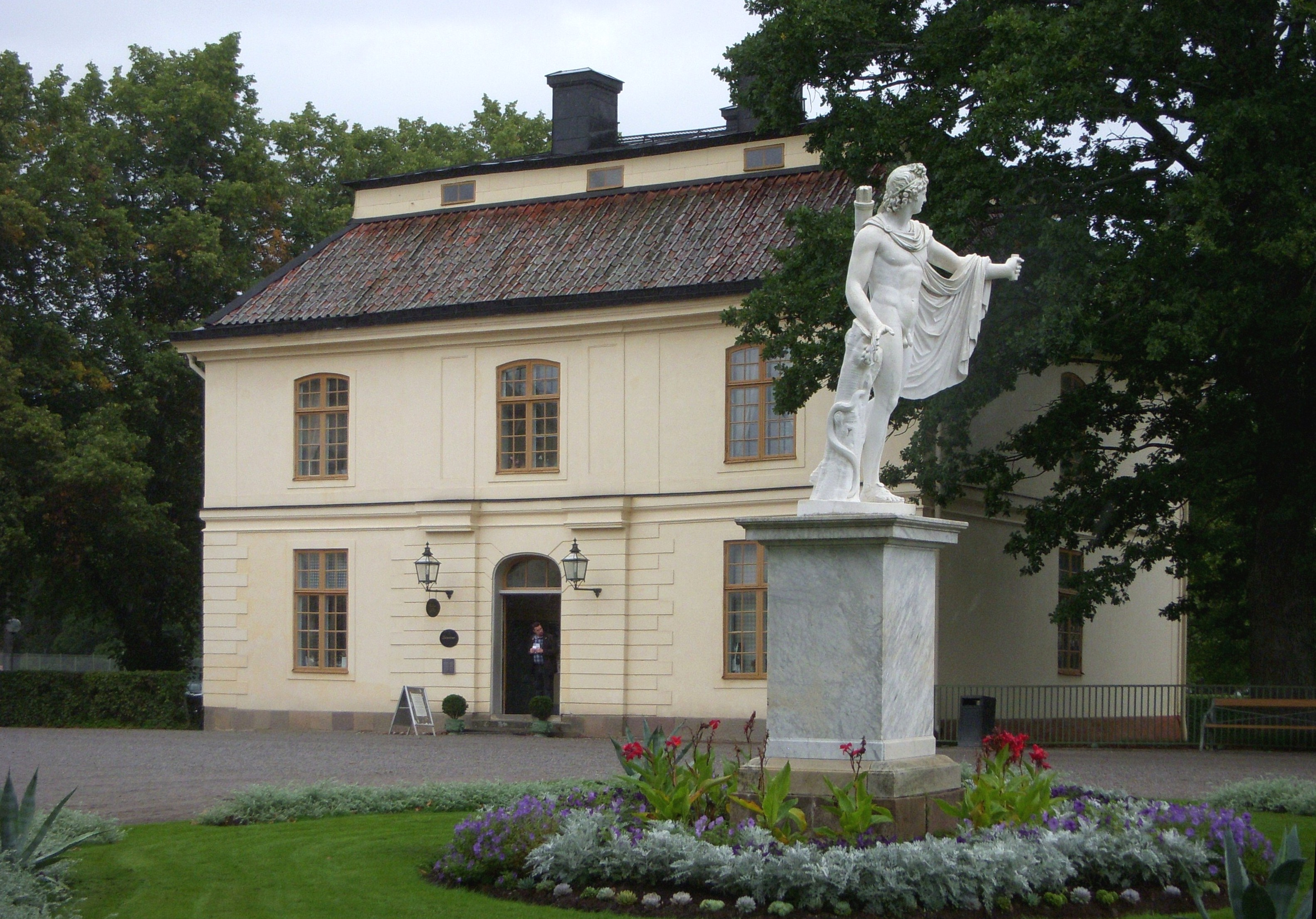
Jaktpaviljongen
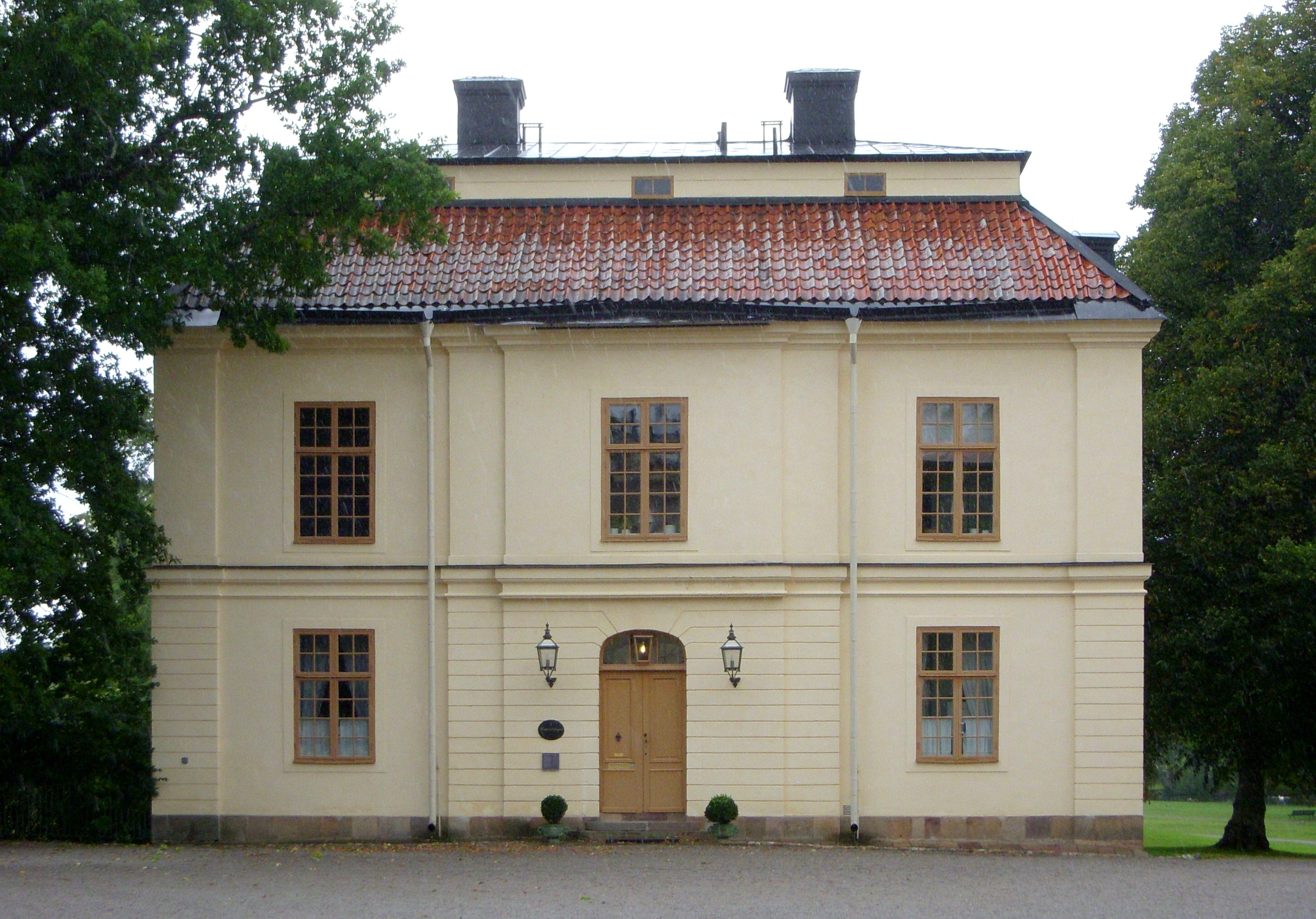
Hovmarskalksflygeln